# Miram
Miram eller Eta Persei (η Persei, förkortat Eta Per, η Per) som är stjärnans Bayerbeteckning, är en stjärna belägen i den nordvästra delen av stjärnbilden Perseus. Den har en skenbar magnitud på 3,79 och synlig för blotta ögat. Baserat på parallaxmätning inom Hipparcosuppdraget på ca 3,7 mas, beräknas den befinna sig på ett avstånd av ca 880 ljusår (270 parsek) från solen.

## Nomenklatur
Miram, tillsammans med δ Per, ψ Per, σ Per, α Per och γ Per har kallats Perseussegmentet.
Jim Kaler har uttryckt tvivel om att denna stjärna haft något riktigt namn, och anser inte "Miram", som kommer från grekiskan, pålitligt, med hänvisning till Richard Hinckley Allens källa, som säger att stjärnan inte har något riktigt namn.

## Egenskaper
Miram är en orange till röd superjättestjärna av spektralklass K3 Ib. Den har en radie som är ca 44 gånger större än solens och utsänder från sin fotosfär ca 5 000 gånger mer energi än solen vid en effektiv temperatur på ca 4 000 K.